# Enrico Bernardi
Enrico Zeno Bernardi (Verona, 20 maggio 1841 – Torino, 21 febbraio 1919) è stato un inventore italiano. Contribuì all’invenzione del motore a scoppio e al miglioramento della meccanica delle prime automobili.
È uno dei precursori dell'invenzione dell'automobile azionata da motore a scoppio, assieme agli italiani Eugenio Barsanti e Felice Matteucci, all'ingegnere Aristide Faccioli e all'ingegnere belga Étienne Lenoir e agli ingegneri tedeschi Nikolaus August Otto, Karl Benz e Gottlieb Daimler. In particolare è stato il primo ingegnere al mondo a realizzare nel 1884 un veicolo azionato da motore a scoppio a benzina.

## Studi di meccanica
Nato a Verona, in via San Paolo 4 (dove il 28 giugno 1963 è stata posta una lapide commemorativa), da Lauro e da Bianca Carlotti. Compì gli studi primari a Verona. La sua intelligenza e la sua creatività erano veramente precoci, se, appena dodicenne, egli aveva incominciato a pensare all'autoveicolo e, con l'aiuto di alcuni compagni di scuole e di giochi, aveva costruito un rilevatore per studiare la differenza delle traiettorie in curva delle ruote esterne e interne. Nel 1856 il quindicenne Enrico Bernardi presentò alla Esposizione Veronese di Agricoltura e Industria alcuni modelli meccanici da lui realizzati presso le Officine Ferroviarie di Verona.
Studiò poi all'università di Padova e si laureò in matematica nel 1863. Insegnò prima nell'istituto tecnico di Vicenza e poi fu assistente e professore universitario a Padova presso la Regia Scuola di Ingegneria - Istituto di Macchine. In questo ambito approfondì gli studi intrapresi secoli prima da Erone alessandrino e da Leonardo da Vinci sugli assi e i criteri di trasmissione del moto nelle macchine, che portarono all'invenzione del differenziale; inoltre, nel 1896 Bernardi compì studi specifici sul differenziale e portò innovazioni importanti sullo sterzo applicato alle ruote direttrici di una carrozza a quattro ruote.
Nel 1896 ebbe inizio anche l'attività imprenditoriale dell'inventore, quando entrò in società nella Miari & Giusti, prima azienda automobilistica italiana, che da due anni aveva iniziata la produzione di un'automobile, progettata da Bernardi.
Dopo il ritiro dalla vita accademica, svolta soprattutto presso l'ateneo padovano, si trasferì a Torino nel 1917, dove trovò la morte due anni dopo a seguito di una trombosi cerebrale. Enrico Bernardi si sposò a Verona, dove abitò a lungo con la famiglia, ed ebbe due figli: Pia e Lauro.

## Bernardi precursore dell'automobile

Enrico Bernardi, insieme con la moglie, prova la vettura a tre ruote sulle strade della Lessinia

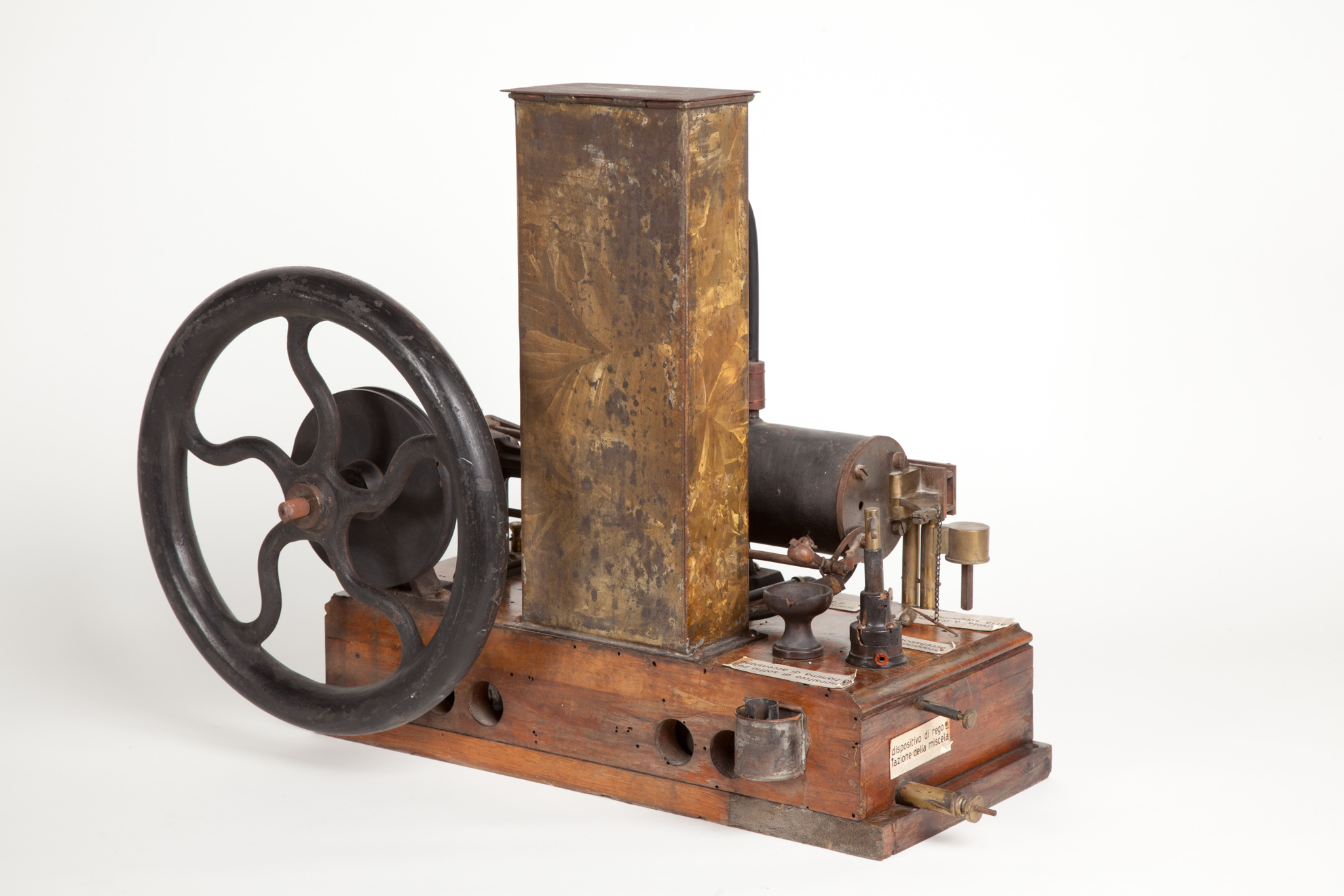
Prototipo di motore a scoppio di Enrico Bernardi. Esposto al Museo nazionale della scienza e della tecnologia Leonardo da Vinci, Milano.

Fin dal 1874 aveva iniziato studi sperimentali approfonditi sul motore a scoppio, inventato a Firenze da Eugenio Barsanti e Felice Matteucci nel 1853.
Nel 1882 ottenne un brevetto industriale per il tipo di motore a scoppio da lui progettato e realizzato (n. 14.460) anticipando di qualche mese sia il tedesco Benz sia Daimler. Nel 1880 e 1884 mise a punto due prototipi di applicazione del motore a scoppio a oggetti domestici.
Dapprima nel 1880 applicò la sua motrice Pia (nome di sua figlia) a una macchina per cucire costruita per la figlia. Poi nel 1884 realizzò un veicolo a triciclo in legno per il figlio Lauro che aveva cinque anni, il quale fu azionato nelle strade di Verona (frazione di Quinzano). Questo si può considerare uno dei primi veicoli al mondo azionati da motore a benzina, che il creatore presentò all'esposizione internazionale di Torino del 1884.
Un analogo triciclo metallico a motore fu messo a punto da Benz solo nell'anno successivo 1885, anche se risulterebbe che il modello di Benz avesse maggiore potenza.
La realizzazione della prima automobile di Bernardi è ricordata da una lapide posta sulla sua casa di Verona dove è scritto: "In questa casa Enrico Bernardi ideò e sperimentò geniali opere della scienza e della tecnica e nel 1884 realizzò il primo veicolo con motore a benzina della storia" (la lapide è stata posta in occasione del centenario dell'invenzione). In quegli anni costruì motori a scoppio che avevano consumi minori e potenza maggiore dei corrispondenti prodotti tedeschi realizzati dagli ingegneri Karl Benz e Nikolaus August Otto. Nel trentennio di insegnamento all'Università di Padova (dal 1879 al 1910) elaborò i più importanti lavori scientifici e ideò i ritrovati più efficaci nel campo della meccanica della locomozione con motori a benzina. Si dedicò anche a studi e prototipi sulla trazione della bicicletta e della motocicletta.

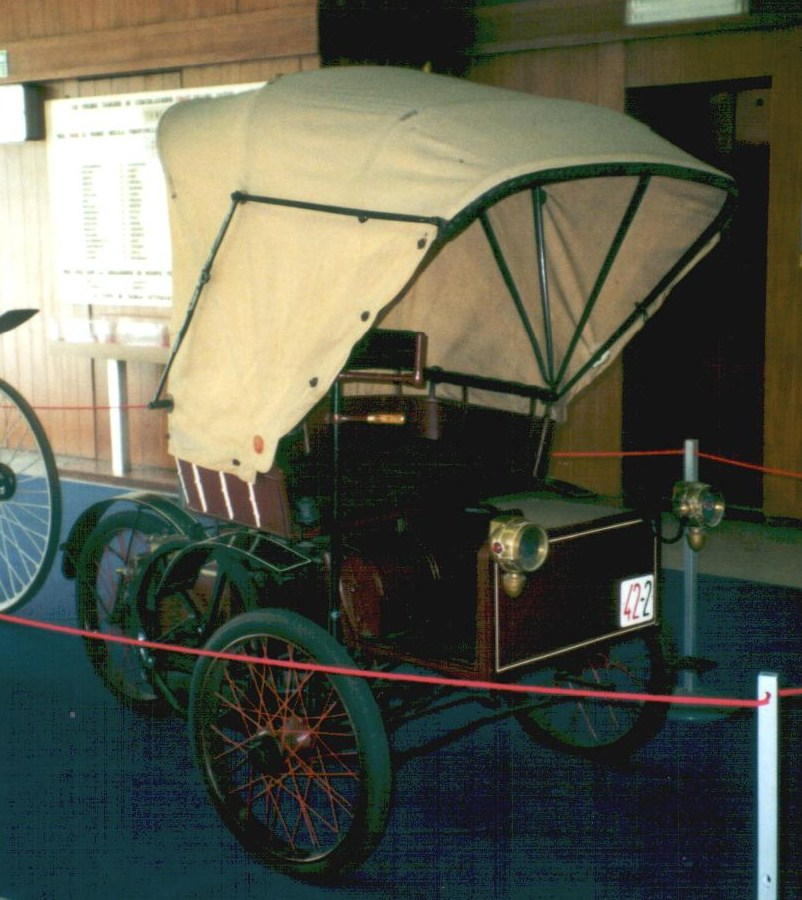
Triciclo del 1896

Dal 1895 al 1898 brevettò dispositivi sulla meccanica interna del motore, sul suo sistema di raffreddamento e sulla trasmissione dei movimenti a ruote e sterzo. Contemporaneamente costruiva le sue prime automobili a tre e a quattro ruote, che cominciarono a essere prodotte industrialmente a Padova nel 1896 dalla ditta "Miari e Giusti".
La vettura Bernardi, con motore di 2,5 CV di potenza presentava, sia nel motore sia nei meccanismi di trasmissione e guida, dispositivi originali che in parte precorsero i tempi e in parte sono rimasti nelle costruzioni automobilistiche successive: è opportuno ricordare che il ciclo Bernardi, a differenza del ciclo Otto, prevedeva l'incrocio delle fasi. L'automobile con motore a scoppio di Bernardi raggiungeva i 35 km/h e con questa velocità vinse le prime corse. Tuttavia la produzione dell'azienda "Miari e Giusti" di Padova fu quantitativamente limitata.
A partire dal 1899 iniziò a Torino la produzione della FIAT che invece riuscì a svilupparsi su grande scala. Bernardi collaborò attivamente con i tecnici della FIAT nel primo ventennio del Novecento fino alla sua morte avvenuta a Torino nel 1919. Il figlio Lauro Bernardi continuò l'attività del padre come dipendente e tecnico della FIAT di Torino.

## Musei con macchine di Bernardi

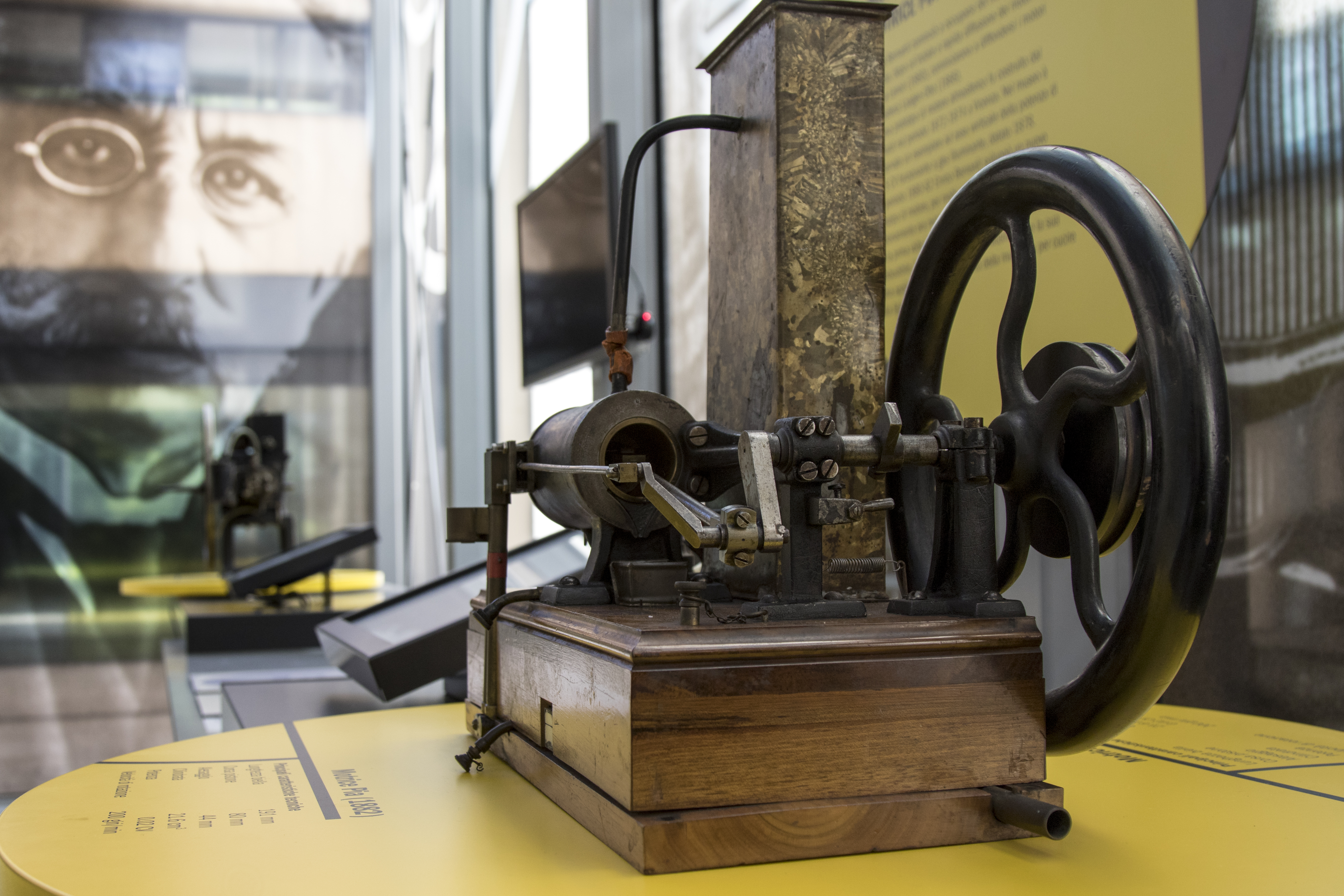
Enrico Bernardi e la Motrice Pia, Museo di Macchine "Enrico Bernardi", Università di Padova, Dipartimento di Ingegneria Industriale.

Numerosi sono i musei italiani che conservano prototipi realizzati da Enrico Bernardi, assieme a documentazione sui suoi studi di meccanica applicata alla trazione automobilistica. Fra questi si citano:
- Il "Museo E. Bernardi" dell'Università di Padova - Dipartimento di Ingegneria Industriale - via Venezia, 1 - esposizione di diversi prototipi di veicoli azionati da motore a scoppio alimentato a benzina, ampia documentazione originale sugli studi e scoperte e la vettura a 3 ruote del 1894 originale, personale di Enrico Bernardi con la quale percorse ben 60 000 km, donata dal figlio Lauro al Dipartimento, perfettamente funzionante e restaurata nel 2007 dai tecnici del Dipartimento completa di targa "42-2" (Padova-2) e libretto immatricolata nel 1901.
- Il Museo Nicolis a Villafranca - viale Postumia (provincia di Verona) con un'ampia esposizione di tutti i tipi di automobile realizzati in Italia e in Europa all'inizio del Novecento e con i prototipi ottocenteschi. È esposto il motore a scoppio azionato a benzina realizzato da Bernardi nel 1884 con la relativa documentazione storica.
- Il museo Moto & Ciclomotori DEMM a Porretta Terme (in provincia di Bologna) è esposta la "motrice Pia " prodotta nel 1884, forse l’unico esemplare completamente conservato con descrizione di funzionamento operante dal vivo.
- Esposizione a Verona - alcuni prototipi di veicoli di Bernardi di proprietà del Comune di Verona (Museo Civico di Storia Naturale), sono esposti temporaneamente presso l'Automobile Club di Verona, in via Valverde 34 (piano terra). In particolare sono esposti il primo veicolo al mondo del 1884 azionato da motore a scoppio a benzina (triciclo in legno realizzato secondo la minuziosa relazione tecnica del figlio ing. Lauro Bernardi, dotato di motore a scoppio originale) e il prototipo della vettura a 3 ruote Bernardi.
- Museo dell'automobile di Torino - nel museo Carlo Biscaretti di Ruffia, ora intestato a Giovanni Agnelli, in corso Unità d'Italia 40 ci sono alcune testimonianze dei prototipi realizzati alla fine dell'Ottocento.
- Museo nazionale della scienza e della tecnologia Leonardo da Vinci - documenti e prototipi e un esemplare della vettura a 3 ruote Bernardi.
- "Museo Storico della Motorizzazione Militare della Cecchignola Roma" - un esemplare della vettura a 3 ruote Bernardi.
- Altri musei tecnico-scientifici italiani.

## Biografia sintetica
- 1841: nasce a Verona, in via San Paolo 4 (dove il 28 giugno 1963 è stata posta una lapide commemorativa), dove risiederà con la famiglia fino all'inizio del Novecento e, nei periodi estivi nel paese limitrofo (poi divenuto frazione) di Quinzano.
- 1863: laurea in matematica a Padova e assistenza nelle cattedre di geodesia, idrometria, meccanica razionale e fisica sperimentale.
- 1870: pubblicazione di Studio sull'eclisse solare con conseguente aggregazione all'Istituto Veneto di Scienze Lettere e Arti.
- 1873: studio su un nuovo motore a gas illuminante, funzionante secondo il ciclo Barsanti e Matteucci.
- 1879: cattedra di macchine idrauliche termiche e agricole presso I'Università di Padova.
- 1882: deposito del brevetto relativo a motore a combustione interna a gas per le piccole industrie.
- 1884: Primo prototipo al mondo di veicolo con motore a scoppio alimentato a benzina, presentato all'Esposizione internazionale di Torino e premiato all'EXPO con medaglia d'argento ovvero il primo premio.
- 1885-89: costruzione di un motore a benzina per l'autolocomozione.
- 1892: presentazione del primo motoscooter a tre ruote in fila.
- 1894: presentazione della vettura automobile a tre ruote costruita industrialmente azionata da motore a scoppio a benzina.
- 1894: fondazione a Padova della "Miari & Giusti" per la produzione industriale della automobile di Bernardi.
- 1898: un'auto della Società Italiana Bernardi vince la gara  "Torino-Asti-Alessandria-Torino".
- 1902: Bernardi incontra a Padova Giovanni Agnelli e inizia una collaborazione tecnica con la FIAT.
- 1917: dopo diversi anni di collaborazione con i tecnici della FIAT si trasferisce definitivamente a Torino con la famiglia.
- 1919: muore a Torino.

## Intitolazioni
- Il "Museo E. Bernardi" dell'Università di Padova, situato all'interno del complesso di Ingegneria Industriale, conserva i prototipi di motori a combustione progettati da Bernardi tra il 1882 e il 1894.
- A Bernardi è intitolata una piccola piazza nel quartiere veronese di Veronetta, non lontana da palazzo Giusti del Giardino, in cui ha sede l'Istituto Professionale per i Servizi Commerciali Michele Sanmicheli.[2]
- Nel 2014 a Verona nei giardini di piazza Arsenale è stato collocato un monumento a lui dedicato, in occasione del 130º anniversario dalla sua costruzione del primo veicolo al mondo azionato da un motore a scoppio alimentato a benzina.[3]